# ArtPapier
artPAPIER – internetowy dwutygodnik kulturalny o profilu recenzyjno-informacyjnym wydawany w Katowicach od 2003 r. W latach 2003–2004 miesięcznik. Założycielką pisma i pierwszą redaktor naczelną była Violetta Sajkiewicz. W osobnych działach tematycznych (Idee, Literatura, Sztuka, Muzyka, Film, Teatr, Poezja, Komiks) "artPapier" prezentuje aktualności kulturalne w formie recenzji, felietonów, wywiadów czy obszernych relacji ze spotkań kulturalnych. W latach 2007–2009 czasopismo prowadziło także blogi literackie "Lo-Li-Ta" i "Szycownik śląski".
Formuła pisma odwołuje się zarówno do strategii informacyjnej, jak i do modelu wypracowanego w kręgach uniwersyteckiej krytyki artystycznej, łącząc oba podejścia. Dzięki temu założeniu przegląd zjawisk literackich, artystycznych, filmowych, teatralnych i muzycznych, który dokonywany jest na łamach serwisu, pozostaje w styczności z bieżącymi zjawiskami artystycznymi, a jednocześnie opiera się na ich pogłębionej interpretacji. W kręgu zainteresowania krytyków i publicystów "artPapieru" pozostają zatem zarówno zjawiska z kręgu kultury popularnej, ale także te mniej popularne, mniej „medialne”.
16 maja 2008 "artPapier" otrzymał nagrodę "Papierowy ekran" na 53. Międzynarodowych Targach Książki w Warszawie.

## Redakcja
Redaktorka naczelna:
- Kamila Czaja

Redagują:
- Wojciech Rusinek – literatura, zastępca redaktorki naczelnej
- Sara Nowicka – film
- Sabina Strózik – poezja, sztuka
- Grzegorz Mucha – muzyka
- Magdalena Figzał-Janikowska – teatr
- Przemysław Pieniążek – komiks
- Magdalena Piotrowska-Grot – prezentacje, sekretarz redakcji

Współpracują:
Maja Baczyńska, Marta Bieganowska-Molendowska, Justyna Hanna Budzik, Aleksandra Dębińska, Patryk Duś, Katarzyna Górska, Mateusz Górski, Edyta Gryksa-Pająk, Anouk Herman, Sławomir Iwasiów, Jakub Jakubik, Maria Janoszka, Magdalena Kempna-Pieniążek, Rafał Klan, Patrycja Korczago, Mateusz Krupa, Sylwia Kwaśniewska, Anna Leśniewska, Monika Ładoń, Michał Łukowicz, Marek Mikołajec, Marcin Moroń, Agnieszka Nęcka-Czapska, Ewa Ogłoza, Barbara Orzeł, Magdalena Piekara, Agnieszka Piela, Przemysław Piwowarczyk, Mateusz Rosicki, Marcin Rudek, Bartłomiej Rzepus, Mirella Siedlaczek-Mikoda, Luiza Stachura, Anna Strzałkowska (Szumiec), Julian Strzałkowski, Patryk Szaj, Kamil Szczygieł, Katarzyna Szkaradnik, Ewa Szkudlarek, Jagoda G. Suchy, Matusz Wojda, Małgorzata Wójcik-Dudek, Agnieszka Wójtowicz-Zając, Natalia Zając, Natalia Zientek, Paulina Zięciak.